# Meterana meyricci
Meterana meyricci là một loài bướm đêm trong họ Noctuidae.